# ماترويد
في التوافقيات، وهي فرع من فروع الرياضيات، الماترويد (بالإنجليزية: Matroid)‏ هي بنية تجرد وتعمم فكرة الاستقلال الخطي في فضاءات المتجهات. هناك العديد من الطرق المتكافئة لتعريف ماترويد بديهية، أهمها من حيث: المجموعات المستقلة؛ قواعد أو دوائر وظائف الرتبة مشغلي الإغلاق والأطقم المغلقة أو الشقق. في لغة المجموعات المرتبة جزئيًا، فإن الماترويد المنتهي يعادل شبكة هندسية.
تستعير نظرية الماترويد على نطاق واسع من مصطلحات كل من الجبر الخطي ونظرية البيان، ويرجع ذلك إلى حد كبير إلى تجريد مفاهيم مختلفة ذات أهمية مركزية في هذه المجالات. وجدت الماترويد تطبيقات في الهندسة، والطوبولوجيا، والاستمثال التوافقي، ونظرية الشبكات، ونظرية الترميز.